# Gorm Spaabæk
Gorm Spaabæk (født 8. februar 1954 i Nykøbing Falster) er en dansk maler og grafiker. Gorm Spaabæk er uddannet på Kunstakademiet i København under Erling Frederiksen, Albert Mertz og Dan Sterup-Hansen i perioden 1979-85. Han gennemførte bagefter Kunstpædagogisk Skole sammesteds hos Helge Bertram i perioden 1985-87. Debuterede i 1977 på Kunstnernes Påskeudstilling og udstillede derefter i en årrække på Kunstnernes Efterårsudstilling, Kunstnernes Sommerudstilling og Charlottenborgs Efterårsudstilling.
Gorm Spaabæk fungerede i en årrække som billedkunstner og underviser i billedkunst på bl.a. Dronninglund Gymnasium og på VUC-centre. Han har således været med til at præge flere nordjyske generationers kunstopfattelse. Han har haft formidlingsopgaver for bl.a. Nordjyllands Kunstmuseum, og ikke mindst er Gorm Spaabæk en passioneret debattør om kunst og kunstpolitik, og forholdet mellem kunstnere og det offentlige, hvor han flittigt kæmper for værdien af kunst og kunstnere i samfundet i utallige medieindlæg og skrifter. Ikke mindst plæderer Gorm Spaabæk for en regional og kommunal kunstpolitik, der kan holde på unge kunsttalenter og udvikle det nordjyske kunstliv. Et andet tema han kæmper for er en anstændig udstillingspolitik, der tager et social ansvar overfor de udstillende billedkunstnere.
Mange af hans værker finder inspiration i det skæve og det fortrængte, i billedelementer som ikke optræder i den gængse kunsthistorie. Han er kendt for sine store formater både i tegning og træsnit, hvor de største har en motivflade på 6-9 m2. Hans monumentale tegninger og træsnit indgik i et tema om Irakkrigen åbnet af whistlebloweren Frank Grevil på en udstilling i Vrå Kunsthal i 2012.
Gorm Spaabæk oprettede i 2016 det kunstnerstyrede udstillingssted Skagen Kunsthal, hvor han er daglig leder.

## Udvalgte Udsmykninger
- 2020 Nyt boligbyggeri på Carl Scharnbergs Vej i Vrå
- 2019 Gymnasiet i Aasiaat i Grønland
- 2018 VUK Aalborg, Nørresundby
- 2018 Boligbyggeri Sundby Brygge, Nørresundby
- 2014 Fælleshuset i Løvvangen i Nørresundby
- 2014 Ungdomsboligerne Vejgaard i Aalborg
- 2013 Sundhedshus i Pandrup
- 2013 Boligbyggeri "Vadestedet" i Brovst
- 2012 Kompasset, døgninstitution, Brønderslev
- 2011 Faarup Sommerland - Fliseudsmykning
- 2010 Boligbyggeri Mellem Broerne II, Nørresundby
- 2009 Boligselskabet Nordjylland, hovedkontor
- 2009 KM Fish Machinery i Dybvad
- 2007 KMD´s bygning havnen Aalborg

## Medlemskaber
- Danske Grafikere
- Vrå-Udstillingen
- Grafisk Værksted i Hjørring
- Billedkunstnernes Forbund (BKF)
- Kunstnersamfundet

## Legater og Priser
- Statens Kunstfond[5]
- Akademirådet[6]
- Dronninglund Sparekasses Kulturpris 2011[7]
- Klara Karolines legat stiftet af Aase og Poul Gernes
- Søren-prisen (Socialdemokratiet i Nordjyllands kulturpris)
- Therkildsens legat
- Frk. Mathilde Hagemanns Legat
- Marie Månssons legat
- Carlsons Præmie
- O.I. Hansens Studiefond
- Henry Heerups Legat